# Parti nationaliste (Troisième République)
Ne doit pas être confondu avec Parti nationaliste (1958-1959) ou Parti nationaliste français.
Pour les articles homonymes, voir Parti nationaliste.
Le Parti nationaliste est un mouvement politique français d'extrême droite de la fin du XIXe siècle et du début du XXe siècle.

## Histoire
Lors de l'affaire Dreyfus et des premières années du XXe siècle, on appelait « Parti nationaliste » la nébuleuse antidreyfusarde opposée à la révision du procès du capitaine puis à la politique du Bloc des gauches.
Elle incluait notamment la Ligue de la patrie française et la Ligue des patriotes. Il ne s'agissait pas d'un parti politique au sens actuel du terme, mais plutôt d'une coalition assez informelle, représentée à la Chambre par le groupe de la Défense nationale (1898-1902) puis le groupe républicain nationaliste (1902-1910).
Inorganisée, elle éclata après quelques années, principalement au profit de l'Action libérale populaire et de l'Action française.

## Galerie

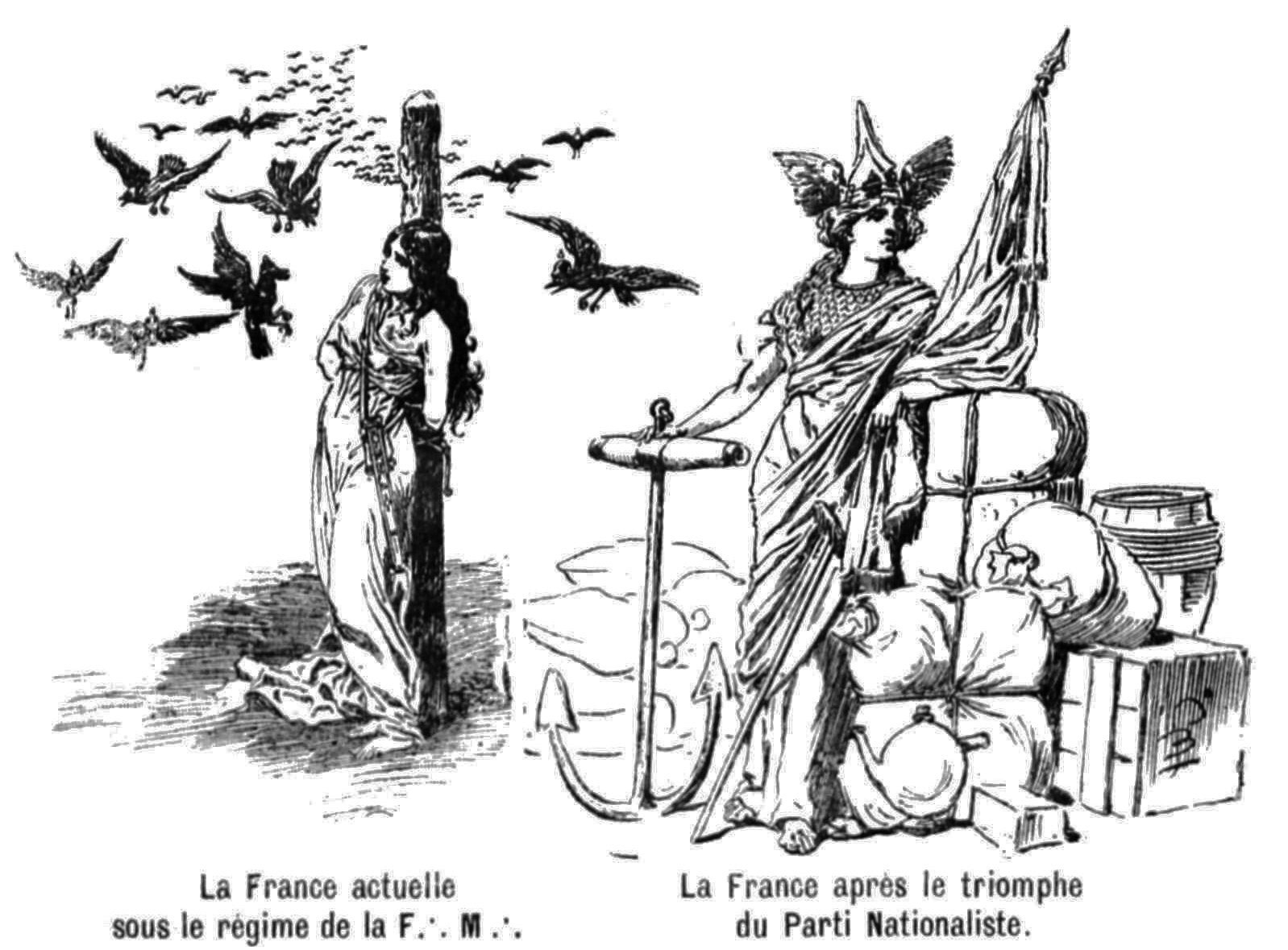
La France avant et après « le triomphe du Parti nationaliste » (Almanach de La patrie française, 1900).
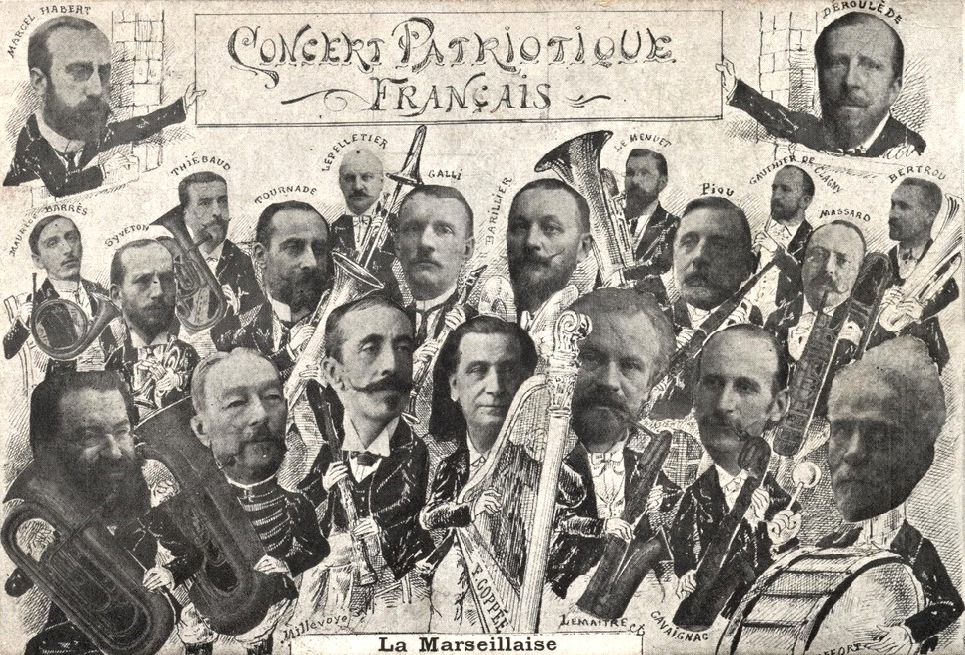
Photomontage des principales personnalités politiques nationalistes françaises (carte postale, vers 1900).
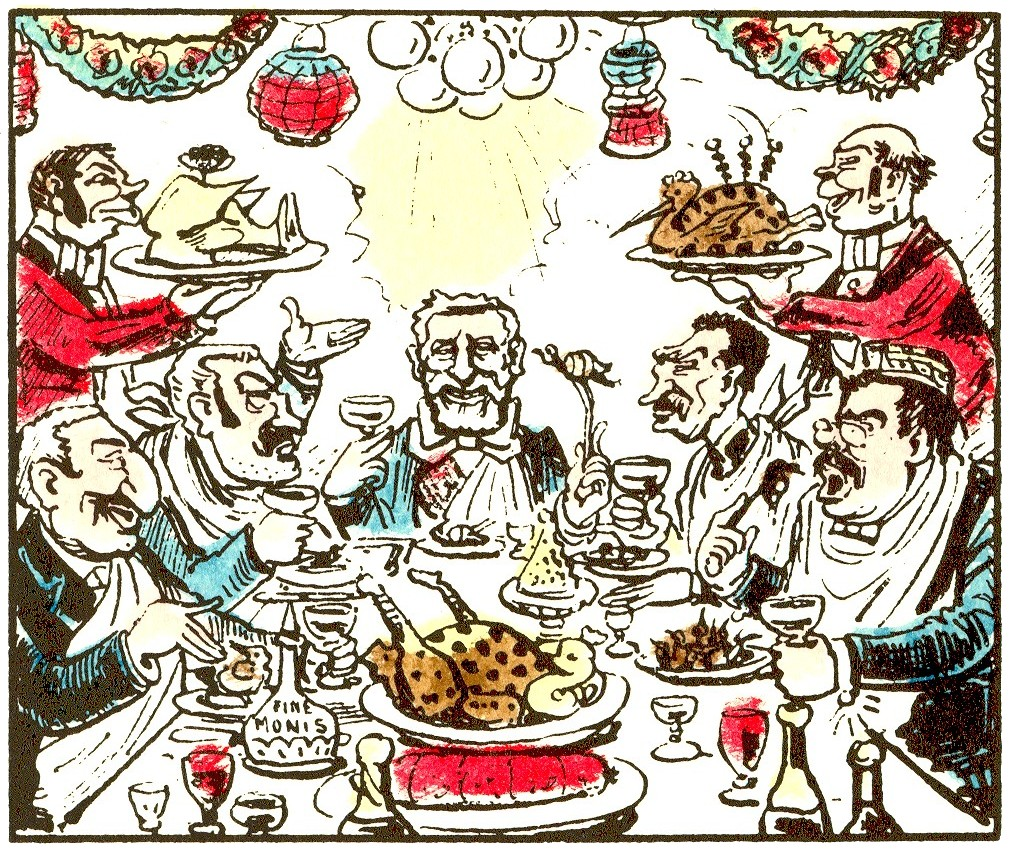
Image d'Épinal du Parti nationaliste caricaturant le gouvernement Waldeck-Rousseau (entre 1900 et 1902).